# Cyornis
Cyornis – rodzaj ptaków z podrodziny niltaw (Niltavinae) w obrębie rodziny muchołówkowatych (Muscicapidae).

## Zasięg występowania
Rodzaj obejmuje gatunki występujące w Azji.

## Morfologia
Długość ciała 13–19 cm, masa ciała 10–30 g.

## Systematyka
Rodzaj zdefiniował w 1843 roku brytyjski zoolog Edward Blyth w miesięcznym raporcie kustosza opublikowanym w czasopiśmie The Journal of the Asiatic Society of Bengal. Blyth wymienił trzy gatunki – Phoenicura rubeculoides Vigors, 1831, Muscicapa banyumas Horsfield, 1821 i Cyornis tickelliae Blyth, 1843 – z których gatunkiem typowym jest (późniejsze oznaczenie) Phoenicura rubeculoides Vigors, 1831 (dżunglówka modrogłowa).

### Etymologia
- Cyornis: gr. κυανος kuanos ‘ciemnoniebieski’; ορνις ornis, ορνιθος ornithos ‘ptak’[6].
- Rhinomyias: gr. ῥις rhis, ῥινος rhinos ‘nos’; łac. myias ‘muchołówka’, od gr. μυια muia, μυιας muias ‘mucha’; gr. πιαζω piazō ‘chwytać’[7]. Gatunek typowy: Sharpe wymienił dwa gatunki – Alcippe pectoralis Salvadori, 1868 (= Trichostoma umbratile Strickland, 1849) i Setaria ruficauda Sharpe, 1877 – z których gatunkiem typowym jest (późniejsze oznaczenie) Alcippe pectoralis Salvadori, 1868 (= Trichostoma umbratile Strickland, 1849) (dżunglówka szaropierśna)[8].

### Podział systematyczny
Do rodzaju należą następujące gatunki:

- Cyornis hainanus (Ogilvie-Grant, 1900) – dżunglówka indochińska
- Cyornis unicolor Blyth, 1843 – dżunglówka lazurowa
- Cyornis ruckii (Oustalet, 1881) – dżunglówka samotna
- Cyornis herioti Wardlaw Ramsay, 1886 – dżunglówka luzońska
- Cyornis pallidipes (Jerdon, 1840) – dżunglówka turkusowa
- Cyornis poliogenys W.E. Brooks, 1880 – dżunglówka blada
- Cyornis magnirostris Blyth, 1849 – dżunglówka himalajska
- Cyornis whitei Harington, 1908 – dżunglówka tajlandzka
- Cyornis banyumas (Horsfield, 1821) – dżunglówka rdzawogardła
- Cyornis montanus Robinson & Kloss, 1928 – dżunglówka borneańska
- Cyornis kadayangensis Irham, Haryoko, Shakya, Mitchell, Burner, Bocos, Eaton, Rheindt, Suparno, Sheldon & Prawiradilaga, 2022 – dżunglówka skryta
- Cyornis lemprieri (Sharpe, 1884) – dżunglówka płowogardła
- Cyornis tickelliae Blyth, 1843 – dżunglówka trójbarwna
- Cyornis sumatrensis (Sharpe, 1879) – dżunglówka malajska
- Cyornis caerulatus (Bonaparte, 1857) – dżunglówka wielkodzioba
- Cyornis superbus Stresemann, 1925 – dżunglówka wspaniała
- Cyornis rubeculoides (Vigors, 1831) – dżunglówka modrogłowa
- Cyornis glaucicomans Thayer & Bangs, 1909 – dżunglówka chińska
- Cyornis turcosus Brüggemann, 1877 – dżunglówka mała
- Cyornis rufigastra (Raffles, 1822) – dżunglówka ognistobrzucha
- Cyornis omissus (E. Hartert, 1896) – dżunglówka rdzawopierśna
- Cyornis kalaoensis (E. Hartert, 1896) – dżunglówka białogardła
- Cyornis umbratilis (Strickland, 1849) – dżunglówka szaropierśna
- Cyornis brunneatus (H.H. Slater, 1897) – dżunglówka brązowa
- Cyornis nicobaricus (Richmond, 1902) – dżunglówka nikobarska
- Cyornis olivaceus Hume, 1877 – dżunglówka płowopierśna
- Cyornis ruficrissa (Sharpe, 1887) – dżunglówka rdzawopióra
- Cyornis ruficauda (Sharpe, 1877) – dżunglówka rdzawosterna
- Cyornis ocularis (Bourns & Worcester, 1894) – dżunglówka okularowa
- Cyornis colonus (E. Hartert, 1898) – dżunglówka brązowosterna
- Cyornis pelingensis (Vaurie, 1952) – dżunglówka uboga